# لژاخوو
لژاخوو (به لاتین: Leżachów) یک روستا در لهستان است که در گمینا شنگاوا واقع شده‌است. لژاخوو ۵۰۰ نفر جمعیت دارد.